# 太陽の季節 (ずうとるびの曲)
「太陽の季節」（たいようのきせつ）は、ずうとるびの5枚目のシングル。
1975年7月1日にエレックレコードから発売された。

## 解説
- 作詞は2枚目のシングル『恋のパピプペポ』から4作連続となった岡田冨美子、作曲は初起用の穂口雄右。
- メインヴォーカルは今村良樹が担当。
- 夏に発売されたシングルにもかかわらず、ジャケット写真はなぜか4人ともトレーナーにオーバーオール姿だった。
- カップリングはデビュー当初から一貫して山田隆夫作詞・作曲のオリジナル曲が続いていたが、本作では初めてメンバー以外の人物が作詞・作曲を手掛けた。
- オリジナル・アルバムには両曲とも未収録である[1]。

## 収録曲
A面
- 太陽の季節（作詞：岡田冨美子、作曲：穂口雄右）

B面
- 小さないさかい（作詞：岡田冨美子、作曲：佐瀬寿一）